# 东南大学建筑学院

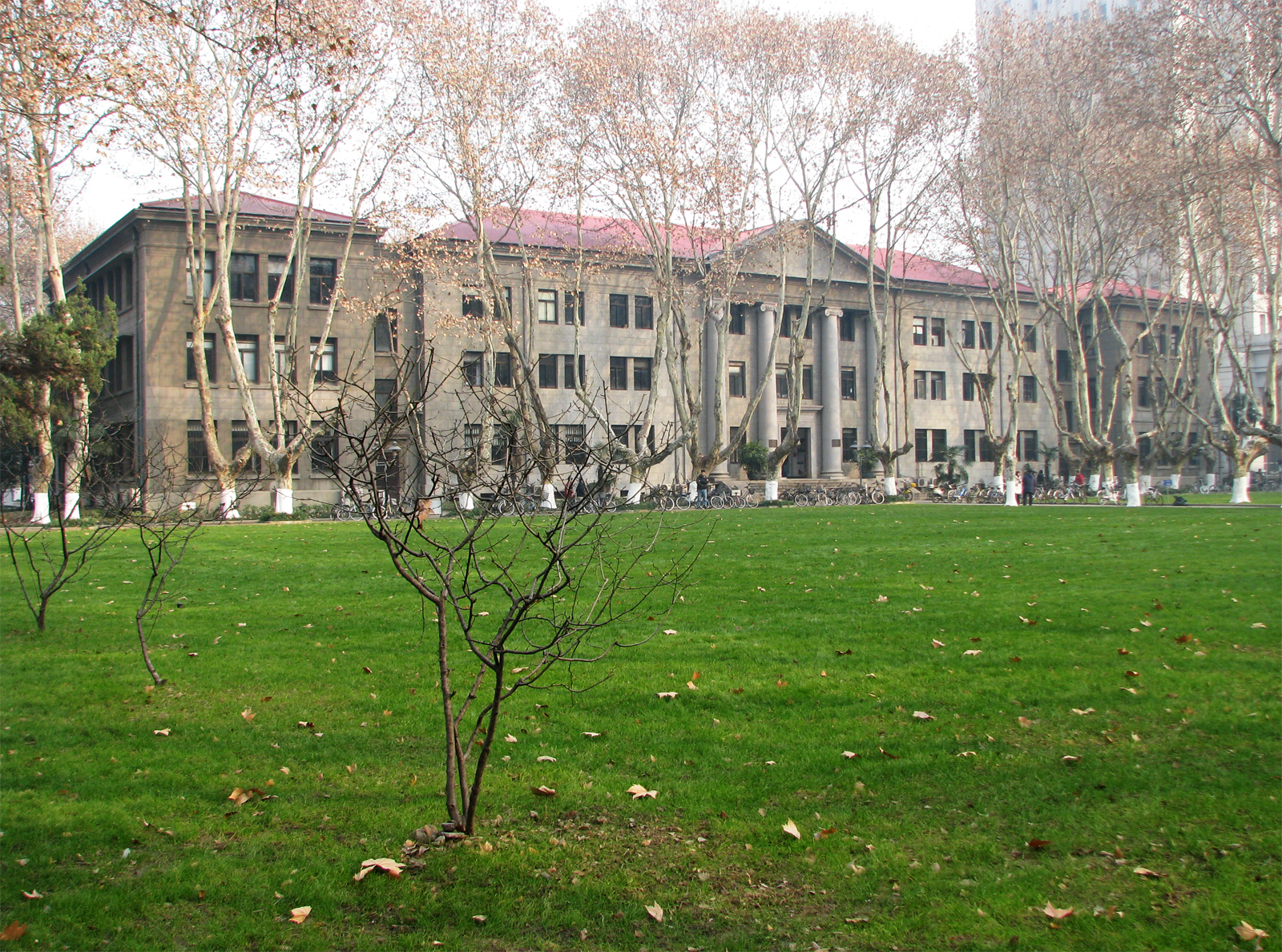
中大院，东南大学建筑学院院馆

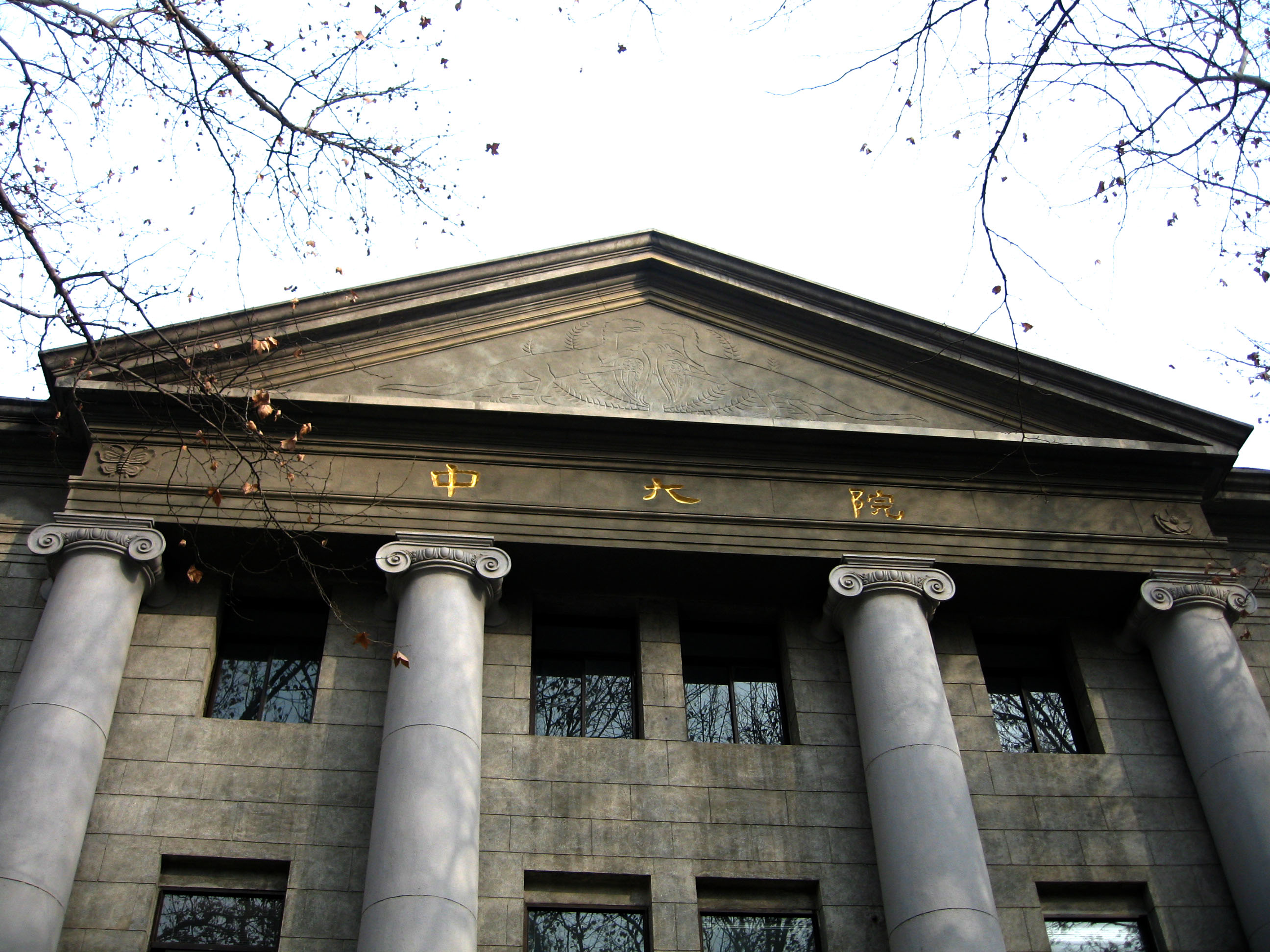

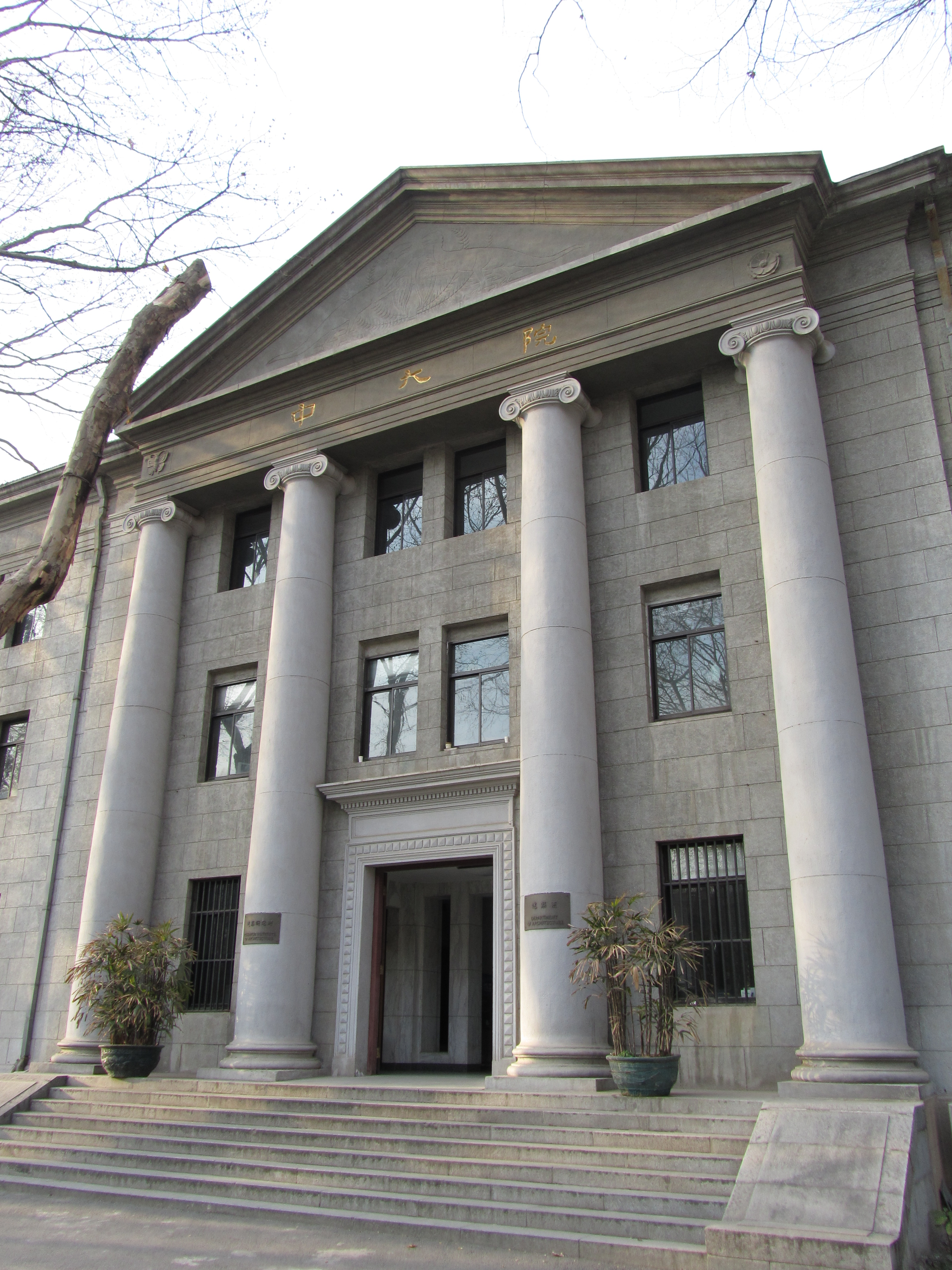

东南大学建筑学院创建于1927年，前身为國立中央大學建筑系，是中国现代建筑教育的发源地，也是中国现存历史最悠久的建筑学院。中国著名建筑学家和建筑教育家杨廷宝、刘敦桢、童寯等长期执教于此，为中国建筑学及建筑教育的发展做出了开创性的贡献。东南大学建筑学院校友中有10人当选为中国科学院、中国工程院院士，目前亦有4名院士执教于此。
东南大学建筑学院是中国最优秀的建筑学院之一，目前拥有建筑学一级学科国家重点学科，同时也是中国全国建筑学学科专业指导委员会历届主任挂靠单位。

## 教育部重点实验室
学院拥有：
- 城市与建筑遗产保护教育部重点实验室
- 联合国教科文组织与东南大学合作的GIS中心和VR实验室
- 建筑学院与瑞典皇家工学院合作的生态建筑研究中心
- 计算机辅助建筑设计(CAAD)国家专业实验室。

## 开放实验平台
- 大型建筑环境舱动态研究平台
- 建筑遗产信息采集实验平台
- 城市与建筑遗产保护的数字化平台
- 建筑遗产关键材料性能退化研究平台

## 知名校友
- 杨廷宝
- 刘敦桢
- 童寯
- 戴念慈
- 齐康
- 钟训正
- 吴良镛
- 戴复东
- 程泰宁
- 陈其宽
- 张开济
- 张永和
- 王澍
- 张雷
- 王建国
- 段进